# Cayon
Cayon är en parishhuvudort i Saint Kitts och Nevis.   Den ligger i parishen Saint Mary Cayon, i den centrala delen av landet, 6 km norr om huvudstaden Basseterre. Cayon ligger 109 meter över havet och antalet invånare är 788. Den ligger på ön Saint Christopher.